# Černihivská oblast
Černihivská oblast (ukrajinsky Чернігівська область / Černihivska oblasť; někdy též Чернігівщина / Černihivščyna) je svou rozlohou (31 865 km²) druhá největší z 24 samosprávných oblastí Ukrajiny. Rozkládá se v severní části země při hranicích s Běloruskem a Ruskem; její severní část spadá do historického regionu Polesí. Na západě je ohraničena řekou Dněpr; napříč oblastí protéká další velká řeka, Desna. Hlavním městem je Černihiv, starobylé centrum někdejšího knížectví; další větší města jsou Nižyn, Pryluky a železniční uzel Bachmač.

## Historie
Černihivská oblast byla ustavena 15. října 1932. Z oblasti bylo vyňato město Slavutyč, které tvoří exklávu Kyjevské oblasti.
Na počátku roku 2022 byla oblast částečně obsazena vojsky Ruské federace během ruské invaze na Ukrajinu. Začátkem dubna 2022 byla oblast po stažení ruských vojsk opět osvobozena ukrajinskou armádou.

## Oblastní symboly

### Vlajka
Vlajka Černihivské oblasti je tvořena listem o poměru stran 2:3 se třemi vodorovnými pruhy – zeleným, bílým a zeleným, v poměru šířek 2:1:2. V bílém karé, které je přes zelený a bílý pruh, se nachází znak oblasti.

## Obyvatelstvo
Černihivská oblast patří mezi nejméně osídlené oblasti Ukrajiny. K 1. lednu 2022 žilo na území oblasti 959 315 obyvatel. Oblast se vyznačuje střední mírou urbanizace: z 953,3 tisíc obyvatel žilo ve městech 633,3 tisíc lidí (66 %), na venkově žilo 326 tisíc osob (34 %). 
Počet obyvatel v oblasti postupně klesá. Tabulka níže představuje populační vývoj oblasti.
| 1990      | 1991      | 1995      | 2000      | 2005      | 2010      | 2015      | 2020    | 2022    |
| --------- | --------- | --------- | --------- | --------- | --------- | --------- | ------- | ------- |
| 1 412 600 | 1 405 800 | 1 367 300 | 1 279 700 | 1 187 700 | 1 109 700 | 1 055 700 | 991 300 | 959 300 |

V roce 2021 se celkem narodilo 5 338 živě narozených dětí, zemřelo však 21 175 lidí, z nichž 41 byly děti ve věku do jednoho roku. Na 100 zemřelých připadá jen 25 živě narozených.
Celkový úbytek v roce 2021 byl 17 386. Kojenecká úmrtnosti činila 7,7 ‰.
Podle výsledků sčítání lidu v roce 2001 tvořili 93,5 % všeho obyvatelstva Ukrajinci, 5 % Rusové a 0,6 % Bělorusové. Pro 89 % byla rodným jazykem ukrajinština, pro 10,3 % byla mateřštinou ruština.
Největším městem je Černihiv, dalšími významnými městy jsou Nižyn a Pryluky. Následující tabulka podává přehled měst nad 10 000 obyvatel.
| Město              | Ukrajinský název    | Obyvatel 1.1.2022 |
| ------------------ | ------------------- | ----------------- |
| Černihiv           | Чернігів            | 282 747           |
| Nižyn              | Ніжин               | 65 830            |
| Pryluky            | Прилуки             | 51 637            |
| Bachmač            | Бахмач              | 16 862            |
| Nosivka            | Носівка             | 12 908            |
| Novhorod-Siverskyj | Новгород-Сіверський | 12 375            |
| Korjukivka         | Корюківка           | 12 202            |
| Horodňa            | Городня             | 11 506            |
| Mena               | Мена                | 10 935            |
| Snovsk             | Сновськ             | 10 620            |
| Ičňa               | Ічня                | 10 390            |
| Bobrovycja         | Бобровиця           | 10 541            |